# Hollow Knight: Silksong
Hollow Knight: Silksong es un futuro videojuego metroidvania que está siendo desarrollado por el estudio independiente australiano Team Cherry. Es la secuela del videojuego de 2017 Hollow Knight. Está siendo desarrollado para Windows, macOS, Linux, Nintendo Switch, Nintendo Switch 2, Xbox Series X/S, PlayStation 4 y PlayStation 5. Fue anunciado oficialmente el 14 de febrero de 2019.

## Jugabilidad
Hollow Knight: Silksong es un Metroidvania de acción y aventura en dos dimensiones y tiene lugar en un reino mordaz habitado por artrópodos antropomorfizados.
Su jugabilidad es extensamente parecida a la de su predecesor. El jugador controla a Hornet, una criatura arácnida que empuña una aguja para combatir enemigos. Durante su aventura, Hornet se encuentra con muchas criaturas hostiles. 
Se espera que el juego contenga más de 165 enemigos diferentes. Hornet también encontrará muchos aliados en calidad de Personaje no jugador.
Silksong contará con misiones, en donde distintos personajes le pedirán ayuda a la protagonista. Estas se pueden clasificar en cuatro categorías: de caza, de acumular, de explorar y de la gran caza. Hornet será capaz de forjar armas y herramientas a partir de materiales, los cuales pueden ser un sustituto del sistema de amuletos en Hollow Knight.
El sistema de punto de control del primer juego regresará en Silksong.
En vez de utilizar alma para curarse como lo hace el Caballero de Hollow Knight, Hornet utiliza seda. Puede curarse casi instantáneamente tres máscaras de daño, estando en movimiento, en vez de necesitar estar estático para curar una sola máscara a la vez, como en el caso del Caballero de la primera entrega, lo cual lo ponía en peligro de recibir más daño del que podía curar. Sin embargo, la desventaja que tiene Hornet es que esta acción le agota su barra entera de seda. Cuando muere, en vez de dejar una Sombra como lo hace el Caballero, Hornet deja un haz de seda.

## Argumento
Hornet se encuentra cautiva en el reino desconocido y mordaz de Pharloom, del cual se dice que está "embrujado por Silk and Song". Hornet debe subir hasta la superficie, una ciudadela brillante, para descubrir por qué fue llevada a ese misterioso lugar. Esto contrasta con la progresión de Hollow Knight, en donde se debe descender a las profundidades de Hallownest con la intención de detener la infección que asola el reino. A lo largo de la aventura, se enfrenta a diversos adversarios los cuales incluyen caballeros, guerreros y asesinos.

## Desarrollo
Hollow Knight: Silksong  fue anunciado el 14 de febrero de 2019 en un tráiler y con un vídeo en formato de diario de desarrollador en donde se dieron más detalles del juego. El juego será lanzado para Windows, Mac, PlayStation 5 , Linux y en Nintendo Switch.
Originalmente, Hornet fue diseñada para ser un personaje jugable que sería incluido como   contenido descargable (DLC) para Hollow Knight, en virtud de un objetivo de la campaña Kickstarter que financió el primer juego. Finalmente, Team Cherry decidió convertir el DLC en una completa secuela. Mientras tanto, el equipo reveló algunas de las animaciones de Hornet y Steel Assassin Sharpe, un villano del juego. Una demo también se presentó en el E3 2019 en donde se revelaron dos nuevas áreas: Deep Docks y Moss Grotto.
Los desarrolladores publicaron una actualización sobre el juego en marzo de 2019, revelando descripciones e imágenes de personajes que aparecerán en Silksong. Dieron las gracias a los seguidores del juego por el apoyo.
El equipo presentó una demo jugable de 16 minutos de duración en el E3 2019.
En diciembre de 2019, Team Cherry liberó un avance de la banda sonora del juego, compuesto por Christopher Larkin, así como una actualización del número total de enemigos actualmente desarrollados, haciendo énfasis en un trío, descrito como "miembros de un scholarly suite"
En mayo de 2021, Matthew Griffin del equipo de marketing y publicación de Team Cherry anunció en Discord que no habría noticias de Silksong en el E3 2021. Pese a que se esperaba como avance en The Game Awards 2021, en diciembre del mismo año, tampoco se conocieron detalles sobre su lanzamiento.
En el Nintendo direct del 2 de abril de 2025, se mostró un pequeño apartado donde aparecía el juego.
En el Xbox Games Showcase del 8 de junio de 2025, junto al anuncio del ROG Xbox Ally se mostró un pequeño apartado donde aparecía el juego.